# Strecker-szintézis
Az Adolph Strecker által kigondolt Strecker-szintézis kémiai reakciók sorozata, mellyel egy aldehidből (vagy ketonból) aminosav szintetizálható. Aldehidből és ammónium-klorid kálium-cianid jelenlétében végzett kondenzációs reakciójában α-aminonitril keletkezik, melyet hidrolizálva a kívánt aminosav állítható elő.
Ammóniumsók felhasználásával szubsztituálatlan aminosav keletkezik, de a szintézis primer és szekunder aminokkal is sikeresen végrehajtható, a termék ekkor a megfelelő szubsztituált aminosav. Ugyanígy aldehidek helyett ketonokból is kiindulhatunk, ebben az esetben α,α-diszubsztituált aminosavat kapunk.
Az Adolph Strecker által 1850-ben megtervezett eredeti szintézisben racém α-aminonitril keletkezik, de az utóbbi időben számos, királis segédanyagot vagy aszimmetrikus katalizátorokat használó eljárást fejlesztettek ki.

## Reakciómechanizmus
A szintézis vázlatos reakciómechanizmusa a következő. A szintézis első felében az 1.1 aldehidből nukleofil addíciós reakcióban ammónia hatására az 1.3 félaminál keletkezik, melyből vízkilépéssel és protonfelvétellel  az 1.5 iminiumion jön létre. A cianidion nukleofil addíciós reakciójával az  1.6 aminonitril keletkezik.
| Strecker-szntézis 1. rész  |  | Strecker-szntézis 2. rész  |
| Strecker-szintézis 1. rész |  | Strecker-szintézis 2. rész |

A szintézis második felében egy proton aktiválja a 2.1 aminonitrilt, így két molekula víz nukleofil addíciójával a 2.6 köztiterméket kapjuk, melyből ammónia és proton eliminációjával jön létre a 2.7 végtermék.

## Alkalmazás
A Strecker-szintézis egyik jelenlegi felhasználása egy L-valin származék több kilogrammos léptékben történő előállítása  3-metil-2-butanonból kiindulva.:

## Fordítás
Ez a szócikk részben vagy egészben a Strecker amino acid synthesis című angol Wikipédia-szócikk ezen változatának fordításán alapul.  Az eredeti cikk szerkesztőit annak laptörténete sorolja fel. Ez a jelzés csupán a megfogalmazás eredetét és a szerzői jogokat jelzi, nem szolgál a cikkben szereplő információk forrásmegjelöléseként.